# 維龍迪爾
維龍迪爾（Vorondil），是英國作家約翰·羅納德·鲁埃爾·托爾金（J.R.R. Tolkien）的史詩式奇幻說《魔戒三部曲》中的虛構人物。
他是剛鐸（Gondor）的宰相，為國王埃阿尼爾二世（Eärnil II）服務。

## 名字
維龍迪爾（Vorondil）一名是昆雅語，意思可能是「忠實朋友」Faithful friend。他被稱為「獵者」（the Hunter），因為他是一名偉大的獵人。

## 總覽
維龍迪爾是剛鐸的登丹人（Dúnedain）。他屬於胡林家族（House of Húrin），父親是佩蘭多（Pelendur）。不清楚他有沒有任何兄弟姊妹。他的兒子是首位攝政王馬迪爾（Mardil）。
由他父親佩蘭多開始，宰相（Steward）之位變成世襲，由胡林家族所掌有，故此維龍迪爾繼承了父親的宰相之位。他任內只服務了國王埃阿尼爾二世。他是一位偉大的獵人，大概在戰車民（Wainriders）覆亡以後，他於盧恩內海（Sea of Rhûn）附近獵殺了一頭亞絡神牛（Kine of Araw），將牠的角製成號角。此號角一直流傳於胡林家族之中，是攝政王家族長子的信物。
他生於第三紀元1919年，死於2029年，享年110歲。

## 生平
維龍迪爾生於第三紀元1919年，大概是在米那斯雅諾（Minas Anor）。1998年，他的父親佩蘭多逝世，由維龍迪爾繼位宰相。
他任內魔多的邪惡不斷擴張，剛鐸因為尚未恢復元氣而無力阻止敵人的進犯，甚至在2002年時連東部重鎮米那斯伊希爾（Minas Ithil）也被敵人攻佔。米那斯伊希爾失陷後，戒靈（Nazgûl）停止進一步侵略，讓剛鐸暫時享有一段時間的和平。
第三紀元2029年，維龍迪爾去世，結束了31年的統治，由他的兒子馬迪爾繼任宰相。

## 資料來源
1. 1 2 3 4 5  《中土世界的歷史》 Vol.12《中土世界的民族》 "The Heirs of Elendil"
2. ↑  Thain's Book: Vorondil 的存檔，存档日期2011-10-16.
3. 1 2 3 4 5  《魔戒三部曲》 2001年 聯經初版翻譯 附錄一帝王本紀及年表
4. ↑  《魔戒三部曲》 2001年 聯經初版翻譯 第五章第一節《米那斯提力斯》
5. ↑  《魔戒三部曲》 2001年 聯經初版翻譯 附錄二編年史

| 前任： 佩蘭多 | 剛鐸宰相及攝政王 （宰相） | 繼任： 馬迪爾 |